# Cezais
Cezais är en kommun i departementet Vendée i regionen Pays de la Loire i västra Frankrike. Kommunen ligger i kantonen La Châtaigneraie som tillhör arrondissementet Fontenay-le-Comte. År 2021 hade Cezais 297 invånare.

## Befolkningsutveckling
Antalet invånare i kommunen Cezais
| Referens: INSEE |